# 灵魂战士
《灵魂战士》是一款由法国公司Toka制作、Red Orb娱乐发行的清版动作游戏。游戏于1999年在Dreamcast发行。
Gomar王国发生神秘的事件。一群战士需要搜寻灵魂来接触诅咒。
游戏主要收到负面评价。GameSpot给予4.8的分数。